# فصل مدرسي

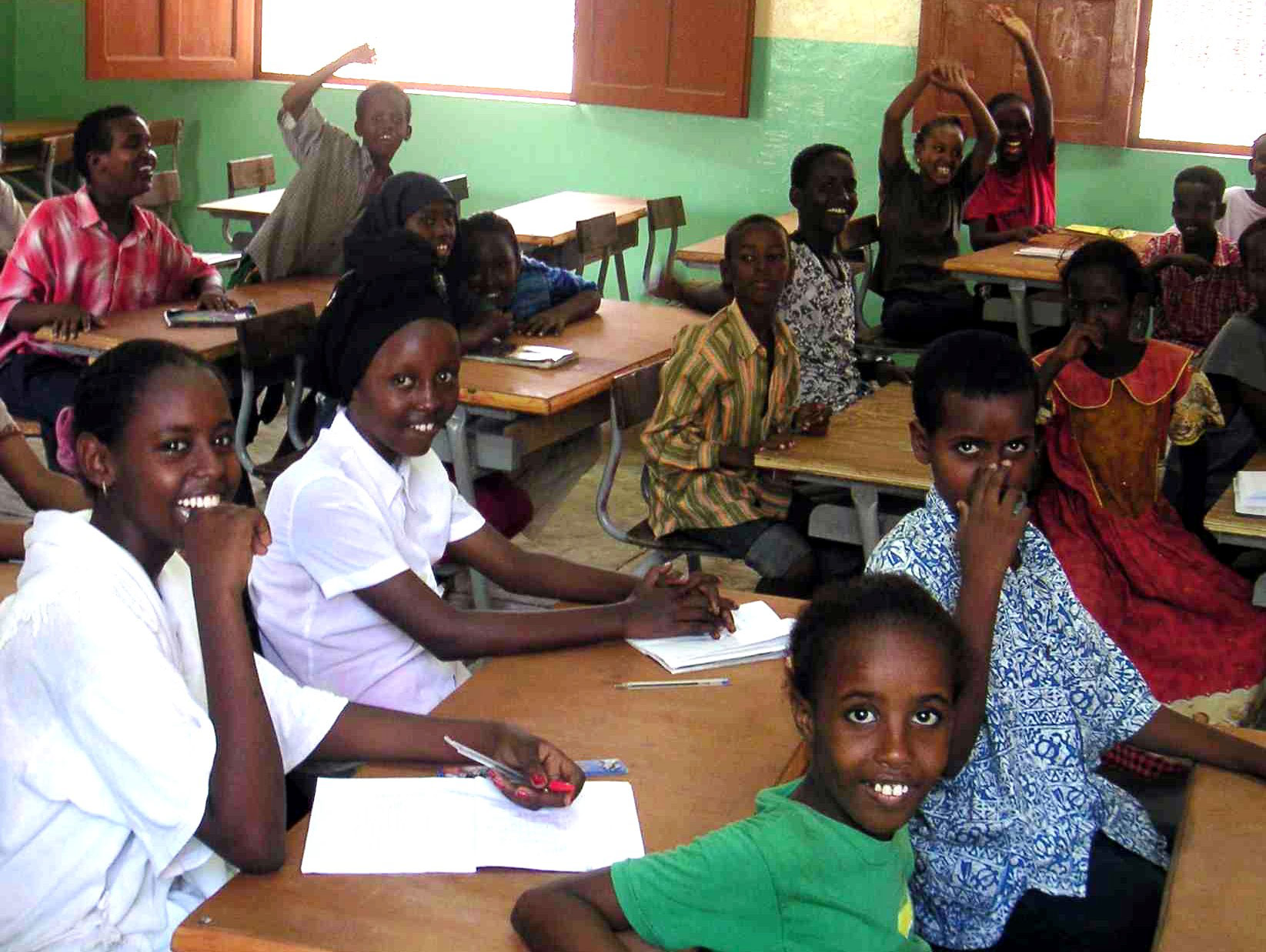
فصل مدرسي بمدينة جيبوتي

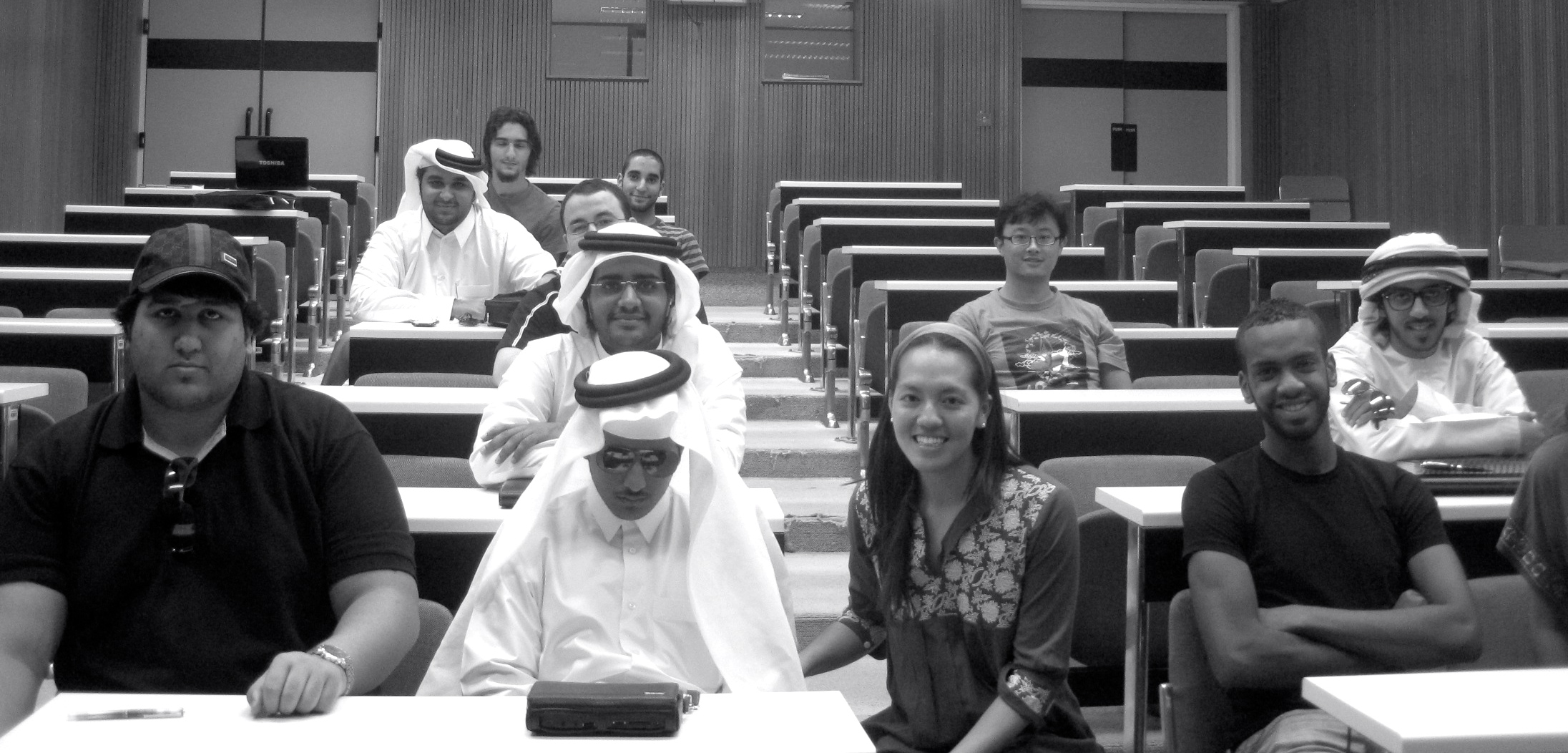
فصل جامعي في قطر

الفصل التعليمي أو المدرسي (في مصر) أو الصف (في العراق والشام) أو القسم (في دول المغرب) غرفة مهيئة للتعليم والتدريس. توجد الفصول التعليمية في المؤسسات التعليمية عموما. من بينها، المدارس العامة والخاصة والجامعات والشركات والمؤسسات الدينية والمنظمات الإنسانية.
معظم الفصول الدراسية مجهزة بسبورات. بعض الفصول المتقدمة تتضمن أجهزة تلفاز وحاسوب وخرائط ورسوم بيانية.